# Io non mi sento italiano
Io non mi sento italiano è l'ultimo album di Giorgio Gaber, scritto con Sandro Luporini. 

## Descrizione
È uscito postumo poche settimane dopo la sua morte, nel gennaio 2003. Delle 10 tracce, 6 sono inedite (Il tutto è falso, Non insegnate ai bambini, Io non mi sento italiano, I mostri che abbiamo dentro, Il corrotto e La parola io), 3 sono tratte dal suo repertorio (L'illogica allegria, Il dilemma e C'è un'aria) ed una è un monologo (Se ci fosse un uomo).

## Tracce
1. Il tutto è falso – 6:41
2. Non insegnate ai bambini – 4:15
3. Io non mi sento italiano – 4:51
4. L'illogica allegria – 4:06
5. I mostri che abbiamo dentro – 5:55
6. Il dilemma – 6:12
7. Il corrotto – 4:34
8. La parola io – 5:29
9. C'è un'aria – 6:58
10. Se ci fosse un uomo – 6:54

## Formazione
- Giorgio Gaber – voce
- Gianni Martini – chitarra acustica, chitarra classica
- Luigi Campoccia – tastiera, pianoforte
- Claudio De Mattei – basso
- Elio Rivagli – batteria, percussioni
- Dario Faiella – chitarra acustica, chitarra elettrica
- Rita Marcotulli – pianoforte
- Pietro Cantarelli – tastiera, programmazione, fisarmonica
- Claudio Fossati – percussioni
- Fabio Martino – fisarmonica
- Fabrizio Barale – chitarra elettrica
- Beppe Quirici – basso, contrabbasso, chitarra classica
- Francesco Saverio Porciello – chitarra acustica, chitarra classica
- Andrea Cavalieri – contrabbasso
- Simona Cazzulani – violino
- Martina Marchiori – violoncello
- Mirio Cosottini – tromba
- Rudy Migliardi – trombone
- Mirko Guerrini – clarinetto, flauto, tastiera, sassofono soprano, sassofono tenore
- Viola Buzzi – cori